# DAY6
DAY6（： Dei Sikseu）是韓國JYP娛樂旗下部門Studio J於2015年推出的六人樂團，經成員變動後由晟鎮、Young K、元弼及度等4位成員組成並由晟鎮擔任隊長。2016年2月27日，原成員晙赫退出DAY6並與JYP娛樂終止合約，自此DAY6成為五人樂團。2022年1月1日，JYP娛樂宣佈Jae因私人理由，已於2021年12月31日與公司解約，正式離開團體。2022年9月26日，JYP娛樂宣布成功與餘四名成員全體完成續約。
2015年9月7日以迷你專輯《The Day》正式出道，成員們不僅參與專輯所有詞曲創作，全團同時擔任演奏與vocal的型態，是韓語流行樂壇少見的風格。團名由朴軫永命名，DAY6代表週一到週五是成員們的時間，週六為跟my day的時間，週日為成員們休息的日子，由大家組成了一周，並周而復始的不斷循環下去。官方粉絲名為「My Day」，寓意為DAY6與歌迷成為填滿彼此每一天的珍貴存在。

## 成員資料
| 成員列表 | 成員列表 | 成員列表     | 成員列表 | 成員列表       | 成員列表   | 成員列表                             | 成員列表           | 成員列表         | 成員列表           | 成員列表 |
| 藝名     | 藝名     | 藝名         | 本名     | 本名           | 本名       | 出生日期及出生地                     | 隊內擔當           | 樂器             | 國籍               | 子團     |
| 藝名     | 諺文     | 日文         | 漢字     | 羅馬拼音       | 諺文       | 出生日期及出生地                     | 隊內擔當           | 樂器             | 國籍               | 子團     |
| -------- | -------- | ------------ | -------- | -------------- | ---------- | ------------------------------------ | ------------------ | ---------------- | ------------------ | -------- |
| 晟鎮     | 성진     | ソンジン     | 朴晟鎮   | Park Sungjin   | 박성진     | 1993年1月16日 · 釜山廣域市           | 隊長、主唱、吉他手 | 電吉他、原聲吉他 |                    | 不適用   |
| Young K  | 영케이   | ヨンケイ     | 姜永晛   | Kang Younghyun | 강영현     | 1993年12月19日 · 首爾特別市          | 主唱、Rap、貝斯手  | 電貝斯           | DAY6 (Even of Day) |          |
| 元弼     | 원필     | ウォンピル   | 金元弼   | Kim Wonpil     | 김원필     | 1994年4月28日 · 仁川廣域市           | 主唱、鍵盤手       | 合成器、鍵盤     | DAY6 (Even of Day) |          |
| 度       | 도운     | ドウン       | 尹度云     | Yoon Dowoon    | 윤도운     | 1995年8月25日 · 釜山廣域市           | 忙內、副唱、鼓手   | 爵士鼓           | DAY6 (Even of Day) |          |
| 離隊成員 |          |              |          |                |            |                                      |                    |                  |                    |          |
| Jae      | 제이     | ジェイ       | -        | Jae Hyung Park | 제이 형 박 | 1992年9月15日 · 阿根廷布宜諾斯艾利斯 | 領唱、主音吉他手   | 電吉他           | 美国               | 不適用   |
| Jae      | 제이     | ジェイ       | 朴再興   | Park Jaehyung  | 박제형     | 1992年9月15日 · 阿根廷布宜諾斯艾利斯 | 領唱、主音吉他手   | 電吉他           | 美国               | 不適用   |
| 晙赫     | 준혁     | ジュンヒョク | 任晙赫   | Lim Junhyeok   | 임준혁     | 1993年7月17日 · 蔚山廣域市           | 副唱、鍵盤手       | 鍵盤             |                    | 不適用   |

### 成員變遷表
- 黑線：因服兵役而暫時停止活動。

## 經歷

### 出道前
2012年，Jae參加SBS電視台選秀節目《K-pop Star》第一季，最終獲得第六名並與JYP娛樂簽約。最初JYP娛樂宣佈推出一個名為「5LIVE」的5人樂團，採Acoustic Band的形式表演，成員有Jae、晟鎮、Young K、晙赫與元弼。2013年9月，5LIVE以JYP娛樂練習生的身分於Mnet電視台實境節目《WIN》第四集中首次亮相，與YG娛樂練習生就歌唱環節進行比拚。同年11月演唱KBS電視劇《漂亮男人》原聲帶歌曲〈Lovely Girl〉。
鼓手度云於音樂大學學習打鼓，後透過教授推薦參加JYP娛樂試鏡。2015年7月，JYP娛樂宣布度云加入團體，並更改團名為「DAY6」。為了累積經驗、準備出道，DAY6在首爾陸續舉辦數場小型的Live演唱會。9月6日於弘大西橋舉辦出道Showcase。

### 2015年

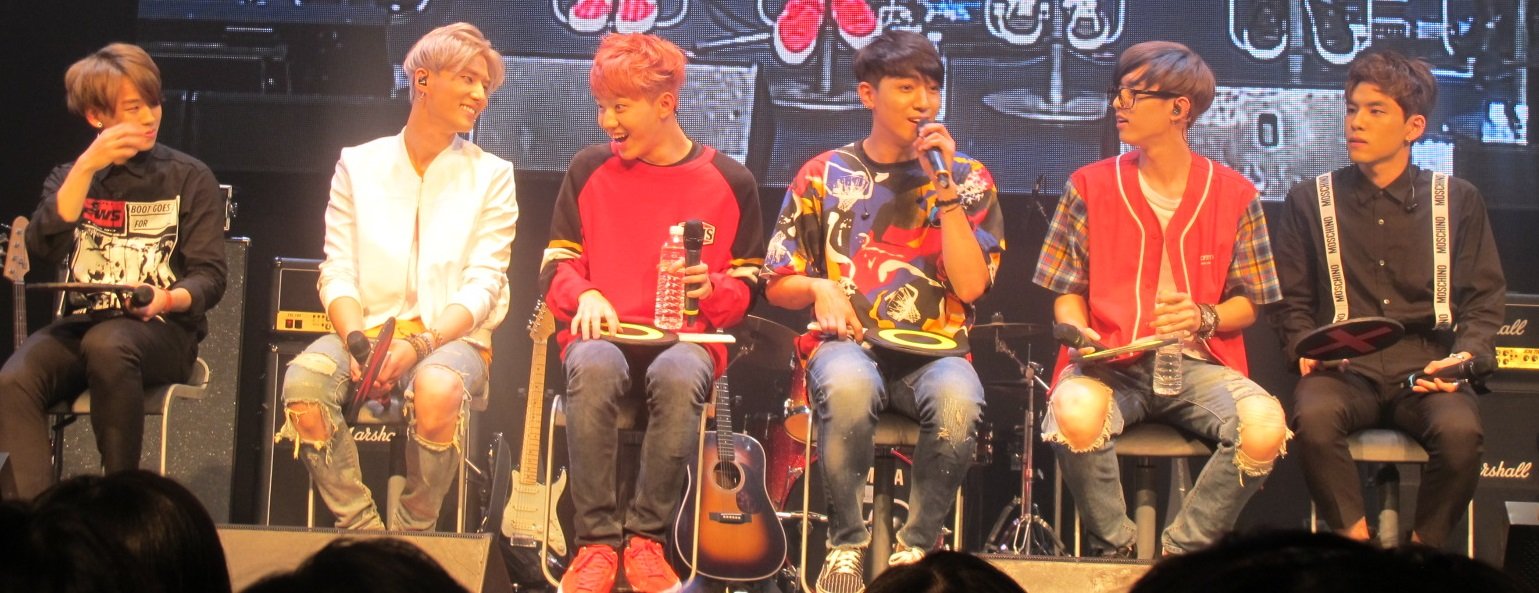
2015年DAY6於台北舉行首場海外演出。由左到右：晙赫（已退團）、Young K、度云、晟鎮、Jae、元弼

2015年9月7日正式出道，並公開首張迷你專輯《The Day》的音源與主打歌〈Congratulations〉MV。10月18日，出道僅40天的DAY6便在台北舉辦首場海外Showcase，吸引近千名歌迷到場，並演唱中文歌曲〈小情歌〉。11月20日與21日於首爾舉行首場單獨演唱會「D-day」，門票開賣僅五分鐘即全部售罄。演唱會上DAY6首次嘗試即興創作，並公開三首全新自創曲〈Eyeless〉、〈Hunt〉及〈길터〉。

### 2016年
2016年1月，韓國DAY6粉絲圈內爆出晙赫疑似和某位女粉絲交往的傳聞，引發其他粉絲強烈不滿，數個晙赫個人應援站集體關閉，其中部分粉絲認為晙赫的行為觀感不佳，可能會對團隊發展造成不良影響，要求晙赫退團。1月31日，DAY6於首爾Rolling Hall舉行公演時，凡晙赫演唱段落台下粉絲一律靜默不予應援，隨後數張疑似晙赫與該名女粉絲的私訊對話截圖流出，2月25日，晙赫更改個人Instagram帳號，並刪除多篇貼文與簡介上的DAY6標籤。2月27日晚間，JYP娛樂宣布晙赫因個人因素退出DAY6，同時與其終止專屬合約。
2月29日，DAY6官方臉書發文表示原訂於美國舉辦的粉絲見面會以及加拿大的公演行程將會如期舉行，並懇請所有粉絲繼續給予剩下的5位團員鼓勵和支持。 3月22日，JYP娛樂表示DAY6將不追加新成員，以5人組的形式繼續以後的活動，3月30日發行第二張迷你專輯《DAYDREAM》，並在隔日於Mnet《M! Countdown》帶來出道以來首個音樂放送舞台，此次回歸一改以往只專注公演的宣傳方式，以音樂放送節目為中心展開活動。
4月12日，官方臉書宣佈DAY6將於5月28、29日舉辦第二次單獨演唱會「DREAM」的消息，預告DAY6將以更成熟、更進步的面貌跟大家見面，同時公開演唱會海報。2016年年底，迷你二輯《DAYDREAM》因其熟練優質的創作，獲選告示牌2016年最佳韓國流行音樂專輯第二名。
12月29日，官方公開年度活動計畫《Every DAY6》，預告將於每月發行歌曲及舉行演唱會。

### 2017年
1月6日，單曲專輯《Every DAY6 一月》正式發行。2月5日，發行《Every DAY6 二月》。3月6日，發行《Every DAY6 三月》，是時隔1年後再次攜新曲登音樂節目宣傳。4月6日，發行《Every DAY6 四月》，單曲發行後取得部份國家iTunes前三位榜單。5月8日，發行第五張單曲《Every DAY6 五月》。6月7日，發行首張正規專輯《SUNRISE》，並正式公佈官方粉絲名為「My Day」，寓意為DAY6與歌迷成為填滿彼此每一天的珍貴存在。
7月6日，發行《Every DAY6 七月》單曲，此外相較二至六月間舉行的單獨演唱會每場約1,100人左右，七月份「Every DAY6 Concert in July」規模提升兩倍上千張門票仍全數售罄，顯示樂團人氣成長。8月7日，發行《Every DAY6 八月》。單曲發行後，主打曲取得中國酷狗音樂韓國新歌榜冠軍，亦在新加坡、菲律賓、美國等地之iTunes熱門歌曲榜進入前10名，同時在美國、奧地利、澳洲、馬來西亞、菲律賓、紐西蘭等地的iTunes韓國流行音樂榜登上1位。9月6日，發行第九張單曲《Every DAY6 九月》。9月28日，發行《Every DAY6 十月》。11月6日，發行《Every DAY6 十一月》。12月6日，發行第二張韓語正規專輯《MOONRISE》，專輯共收錄18首歌曲，包括三首新曲〈Better Better〉、〈I Like You〉（좋아합니다）、〈I'll Try〉，以及透過年度計畫「Every Day6」發行之七月至十一月單曲，和其首張迷你專輯《The Day》五首歌曲之新版本。

### 2018年
完成2017年年度計畫，同時發行兩張專輯後，JYP娛樂於年初宣布DAY6即將進軍日本，3月14日，發行单曲《If～倘若再次相逢～》（If～また逢えたら～），同名主打曲被選定作為電視劇《Repeat～改變命運的10個月～》主題曲。6月13日，DAY6舉行首次日本演唱會「The Best Day」。6月26日，發行第三張迷你專輯《Shoot Me : Youth Part 1》，專輯發行首週空降韓國Gaon專輯榜第3名、美國告示牌世界專輯榜第6名，截至8月，專輯售出約6萬張。6月22至24日起，舉行DAY6首場世界巡迴演唱會「Youth」，由首爾站次揭開序幕，巡演預計在亞洲、南美洲、歐洲等24個不同城市舉行。
7月25日，發行第二張日本單曲《Stop The Rain》，由日本知名吉他手生形真一擔任製作人，DAY6成員參與作曲外，還以日、英雙語作詞。9月8日，舉行首次粉絲見面會「You Made My Day」。12月10，發行第四張迷你專輯《Remember Us : Youth Part 2》。

### 2019年
6月29日，舉行第二次粉絲見面會「You Made My Day" Ep.2 'Scentographer」。7月1日，公開第二次世界巡回演唱會「DAY6 2ND WORLD TOUR 'GRAVITY'」的地點和日期。7月15日，發行第五張迷你專輯《The Book of Us : Gravity》，新曲發佈後立刻上了韓國兩大音源網站 Bugs 和 NAVER Music 的即時榜冠軍，並登上了新加坡、泰國、菲律賓、俄羅斯⋯⋯等海外 10 個國家的 iTunes 專輯榜首。
在打歌期間，DAY6於Show Champion以《Time of Our Life(한 페이지가 될 수 있게)連續兩周獲得一位，並在M Countdown上再次獲得一位。
10月22日，發行第三張韓語正規專輯《The Book of Us : Entropy》。

### 2020年
1月13日，在Daum Cafe的熱門文章「撇除機器人，希望可以真正逆行的歌曲」裡，留言回覆提到〈很美〉（You Were Beautiful；）而引起不小的迴響，於是當天韓國時間23:00重回Genie、Bugs實時榜單。1月14日，韓國時間凌晨1點，進入Melon實時榜單52位，是此首歌曲發歌以來在Melon榜單上獲得最高的位置，此外也重新進入Flo實時榜單29位，而Genie上升至25位、Bugs上升至11位。5月10日，官方宣佈因為部分成員出現心理不安的狀況，將暫時中斷全部的團體活動。5月11日，發行第六張迷你專輯《The Book of Us : The Demon》。主打歌〈Zombie〉發布後隨刻空降韓國各大音源網站實時榜單上位圈，分別獲Melon 8位、Genie 8位、Bugs 2位和Vibe 3位的好成績。5月12日韓國時間凌晨1點，〈Zombie〉上升至Melon 4位、Genie 1位和Bugs 1位，創造自身最佳音源成績。
8月31日，DAY6首組小分隊DAY6 (Even of Day)發行首張迷你專輯《The Book of Us : Gluon - Nothing can tear us apart》，當晚便登上Hanteo Chart、Gaon Chart的專輯銷量榜首。不僅如此，主打歌〈Where the sea sleeps〉也從韓國時間晚上8時開始，陸續在Bugs和NAVER Music 的即時榜上拿下冠軍，在Genie也獲得了亞軍。

### 2021年
3月8日，晟鎮在前往新兵訓練所的路上，透過直播向粉絲宣布即日入伍，表示為了盡量低調地入伍，決定當天宣布消息。4月19日，發行第七張迷你專輯《The Book of Us : Negentropy - Chaos swallowed up in love》。
7月5日，小分隊DAY6 (Even of Day)發行第二張迷你專輯《Right Trough Me》。9月6日，Young K發行個人專輯《Eternal》，並於10月12日入伍。9月27日，官方宣布度云會於發行首支數位單曲《忽然（문득）》，該曲與歌手宋喜珍合作。12月28日，元弼演出網絡劇《被不良少年盯上3》作為演員出道。

### 2022年
1月1日，JYP娛樂宣佈Jae由於私人因素，已於2021年12月31日與公司解約，並退出樂團。1月17日，度云進入軍樂隊服兵役。
2月7日，元弼以首張個人正規專輯《Pilmography》Solo出道。3月28日，元弼進入海軍服兵役，為最大可能地配合其他成員的入伍期，選擇進海軍，為首位入海軍服兵役的韓國偶像。
8月22日，官方宣布小分隊(Even of Day)釋出SUMMER PRESENT〈해변의 달링 (海邊的Darling)〉MV概念照。8月31日，公開MV。9月6日，晟鎮退伍。9月7日，為紀念出道七週年，晟鎮參加MEET&GREET活動，與粉絲見面，正服兵役的Young K、元弼、度云則參與國防FM廣播節目。

### 2023年
4月11日，Young K正式退伍。7月16日，度云正式退伍。11月27日，元弼正式退伍，DAY6全員軍畢，結束約2年半的軍白期。
11月28日，宣布於12月22日-24日舉辦時隔4年的聖誕節特別演唱會DAY6 Christmas Special Concert 「The Present : You are My Day」。
在成員們服兵役期間，單曲專輯《Every DAY6 二月》的主打曲〈You Were Beautiful〉與迷你五輯《The Book of Us : Gravity》的主打曲〈Time of Our Life〉，兩首歌曲的熱度不斷地上升。最終，〈You Were Beautiful〉和〈Time of Our Life〉分別於12月29日和2024年1月1日重返Melon實時榜單。

### 2024年
3月4日，透過官方YouTube頻道發布《Fourever》預告，公告第八張迷你專輯《Fourever》將於3月18日發行，主打歌為〈Welcome to the Show〉，並於4月12至4月14日在首爾舉行專屬演唱會「Welcome to the Show」。6月21日至23日，舉辦第3次粉絲見面會「DAY6 3rd Fanmeeting "I Need My Day"」。
8月11日宣布將舉行第三次世界巡迴演唱會「DAY6 3rd World Tour "FOREVER YOUNG"」。9月2日，發布第九張迷你專輯《Band Aid》，主打歌為〈Melt Down〉。〈Melt Down〉发布后隨即空降韩国各大音源网站实时榜单上位圈，分别获Melon 1位、Bugs 1位、Genie 3位和Melon Top100 5位的好成绩，刷新了自身空降實時榜單的最佳成績。同日韩国时间下午20点，〈Melt Down〉Genie上升至 1位，Melon Top100 上升至2位。同日韩国时间下午21点，〈Melt Down〉在Melon、Genie和Bugs保持 1位，Melon Top100上升至 1位，仅用三小时达成四榜实时All Kill。9月3日，〈Melt Down〉登上Melon、Bugs、Genie、FLO等各大音源平台實時榜單的榜首，並達成“實時All Kill(RAK)”的成績，成為當時該年最快達成RAK的組合歌曲。
八月下旬，迷你八輯《Fourever》的收錄曲〈HAPPY〉經翻唱後登上韓國論壇的熱門帖子，此時正逢DAY6即將於九月回歸的熱度，配合兩者，歌曲熱度急速上升。8月22日，〈HAPPY〉時隔五個月再次重回Melon、FLO等音源平台實時榜單。9月15日，〈HAPPY〉登上Melon、Bugs、Genie、FLO等各大音源平台實時榜首，並達成“實時All Kill”的成績。9月21日，〈HAPPY〉、〈Welcome to the Show〉、〈Melt Down〉三首歌同時佔據了Melon Top100榜單的前三名，而此前逆襲的〈You Were Beautiful〉和〈Time of Our Life〉兩首歌曲也一同進入了Melon Top100榜單的前十名。DAY6的此成就證明了自身的音源大飛升，同時也在韓國論壇引發了熱議，被韓國網民誇讚為“DAY6熱潮”。9月30日，〈HAPPY〉登上韓國六大音源平台實時榜單與每日榜單的榜首，並達成Perfect All Kill (PAK)的好成績，成為該年唯一達成PAK的男子組合。DAY6也成為韓國時隔十一年後再次達成了PAK的韓國樂團，這亦是他們第一首達成PAK的歌曲。
10月，韓國各大音樂平台更新九月的月間榜單，〈HAPPY〉成功登上了Melon、Genie和CIRCLE Chart每月榜單的榜首，這亦是DAY6第一首登上月榜一位的歌曲。DAY6也憑借〈HAPPY〉再創自身音源最佳成績。
11月11日，宣布於12月20日-21日於高尺天空巨蛋舉辦聖誕節特別演唱會DAY6 Christmas Special Concert 「The Present」，也是韓國首次有樂團唱進高尺巨蛋進行單獨演唱會。

### 2025年
5月7日，發行數位單曲〈Maybe Tomorrow〉，5月9日至5月11日、5月16日至5月18日，首次唱進首爾奧林匹克體操競技場結束時長約8個月的第三次世界巡迴演唱會。
7月18日至20日、7月25日至27日，於蠶室室內體育館舉辦第4次粉絲見面會「DAY6 4th Fanmeeting "Pier 10: All My Days"」。8月13日，於韓國上映首部音樂電影《6DAYS》，並陸續於亞洲地區、歐洲地區、加拿大及南非等多個國家上映。8月30日至31日，於高陽體育場舉行10周年演唱會「10th Anniversary Tour」，9月5日，發行正規4輯《The DECADE》。

## 音樂作品
| 韓語 正規專輯 SUNRISE （2017年6月7日） MOONRISE （2017年12月6日） The Book Of Us : Entropy （2019年10月22日） The DECADE （2025年9月5日） 迷你專輯 The Day （2015年9月7日） DAYDREAM （2016年3月30日） Shoot Me : Youth Part 1 （2018年6月26日） Remember Us : Youth Part 2 （2018年12月10日） The Book of Us : Gravity （2019年7月15日） The Book of Us : The Demon （2020年5月11日） The Book of Us : Negentropy - Chaos swallowed up in love （ 英语 ： The Book of Us: Negentropy – Chaos Swallowed Up in Love） （2021年4月19日） Fourever （ 英语 ： Fourever） （2024年3月18日） Band Aid （ 英语 ： Band Aid (EP)） （2024年9月2日） 數位單曲 Maybe Tomorrow （2025年5月7日） | - THE BEST DAY（2018年6月6日） - THE BEST DAY2（2019年12月4日） |

### DAY6 (Even of Day)

#### 韓語迷你專輯
- The Book of Us : Gluon - Nothing can tear us apart（2020年8月31日，DAY6 (Even of Day)作品）
- Right Through Me（英语：Right Through Me）（2021年7月5日，DAY6 (Even of Day)作品）

#### SUMMER PRESENT
- Darling on the Beach（2022年8月31日，DAY6 (Even of Day)作品）

## 創作作品
DAY6成員於韓國音樂著作權協會之登記編號分別是晟鎮：10010559、Young K：10010197、元弼：10010555及度云：10010557。

### 已發行
| 歌曲名稱                                               | 發行日期       | 收錄專輯                     | 歌手               | 參與成員及創作部分 | 參與成員及創作部分 | 參與成員及創作部分 | 參與成員及創作部分 | 參考資料 |
| 歌曲名稱                                               | 發行日期       | 收錄專輯                     | 歌手               | 晟鎮               | Young K            | 元弼               | 度                 | 參考資料 |
| ------------------------------------------------------ | -------------- | ---------------------------- | ------------------ | ------------------ | ------------------ | ------------------ | ------------------ | -------- |
| Shouldn't Have…                                        | 2015年5月19日  | 《Shouldn't Have...》        | 白娥娟             |                    | 作詞               |                    |                    | [ 93 ]   |
| Sky High                                               | 2015年6月5日   | 《Sky High》                 | 朴新星、Like Likes |                    | 作詞               |                    |                    | [ 94 ]   |
| Beggin On My Knees                                     | 2016年3月21日  | 《Flight Log: Departure》    | GOT7               |                    | 作詞               |                    |                    | [ 95 ]   |
| Answer                                                 | 2016年8月23日  | 《從19歲到20歲》             | 朴智敏             |                    | 作詞               |                    | [ 96 ]             |          |
| 20                                                     | 2016年8月23日  | 《從19歲到20歲》             | 朴智敏             |                    | 作詞               |                    | [ 96 ]             |          |
| Stuck On You                                           | 2016年11月21日 | 《Burst》                    | UP10TION           | 作詞 作曲          | 作詞 作曲          | 作詞 作曲 編曲     |                    | [ 97 ]   |
| In Your Eyes                                           | 2017年4月25日  | 《她愛上了我的謊》電視原聲帶 | Crude Play         |                    | 作詞               |                    |                    | [ 98 ]   |
| GOOD NIGHT                                             | 2019年3月7日   | 《觸及真心》電視原聲帶       | 鄭世雲             |                    |                    | 作詞 作曲          |                    |          |
| 僅表列參與其他歌手專輯資訊，DAY6專輯資訊請見各專輯條目 |                |                              |                    |                    |                    |                    |                    |          |

### 尚未正式發行
| 歌曲名稱         | 歌手 | 參與成員及創作部分 | 參與成員及創作部分 | 參與成員及創作部分 | 參與成員及創作部分 | 參考資料                    |
| 歌曲名稱         | 歌手 | 晟鎮               | Young K            | 元弼               | 度                 | 參考資料                    |
| ---------------- | ---- | ------------------ | ------------------ | ------------------ | ------------------ | --------------------------- |
| Pandora          | DAY6 | 作詞 作曲          | 作詞 作曲          | 作詞 作曲          | 作詞 作曲          | [ 89 ] [ 90 ] [ 91 ] [ 92 ] |
| You              | DAY6 | 作詞 作曲          | 作詞 作曲          | 作詞 作曲          | 作詞 作曲          | [ 89 ] [ 90 ] [ 91 ] [ 92 ] |
| Eyeless          | DAY6 | 作詞 作曲          | 作詞 作曲          | 作詞 作曲          | 作詞 作曲          | [ 89 ] [ 90 ] [ 91 ] [ 92 ] |
| 길터             | DAY6 |                    | 作詞 作曲          | 作曲 編曲          |                    | [ 89 ] [ 90 ] [ 91 ] [ 92 ] |
| 갓캔 (I Can)     | DAY6 | 作詞               | 作詞 作曲          | 作詞 作曲          |                    | [ 89 ] [ 90 ] [ 91 ] [ 92 ] |
| 안물안궁         | DAY6 |                    | 作詞 作曲          | 作曲               |                    | [ 89 ] [ 90 ] [ 91 ] [ 92 ] |
| Bueno            | DAY6 | 作詞 作曲          | 作詞 作曲 編曲     |                    |                    | [ 89 ] [ 90 ] [ 91 ] [ 92 ] |
| Raindrops        | DAY6 | 作詞 作曲          |                    |                    |                    | [ 89 ] [ 90 ] [ 91 ] [ 92 ] |
| 그만 귀여웠음 해 | DAY6 |                    |                    | 作詞 作曲          |                    | [ 89 ] [ 90 ] [ 91 ] [ 92 ] |

## 影視媒體作品

### 音樂錄影帶
| 年份   | 歌曲名稱        | 歌手         | 參與成員 |
| ------ | --------------- | ------------ | -------- |
| 2010年 | 맛좋은 산       | San E        | 元弼     |
| 2020年 | Dancing Cartoon | 臉紅的思春期 | 元弼     |

### 綜藝節目

#### 固定主持
| 播出日期                     | 電視臺     | 節目名稱              | 參與成員 | 備註     |
| ---------------------------- | ---------- | --------------------- | -------- | -------- |
| 2016年6月28日－2018年7月17日 | Arirang TV | 《After School Club》 | Jae      | 固定主持 |

#### 固定成員
| 播出日期                       | 電視臺    | 節目名稱               | 參與成員 | 備註     |
| ------------------------------ | --------- | ---------------------- | -------- | -------- |
| 2023年10月20日－2023年12月22日 | Mnet、tvN | 《超大型卡拉OK生存VS》 | Young K  | 導師     |
| 2025年2月22日－                | ENA       | 《我們村的小狗狗》     | Young K  | 固定成員 |

### 廣播節目

#### 固定主持
| 播出日期                       | 播放平台      | 節目名稱                  | 參與成員     | 備註              |
| ------------------------------ | ------------- | ------------------------- | ------------ | ----------------- |
| 2015年11月8日－2016年2月14日   | KBS Cool FM   | 《Kiss The Radio》        | DAY6         | 隔週播出          |
| 2016年4月28日－2018年2月6日    | KBS Cool FM   | 《Kiss The Radio》        | DAY6         | 每週播出          |
| 2016年5月30日－11月14日        | KBS Happy FM  | 《幸福的下午兩點》        | 成員輪流出演 | 每週播出          |
| 2016年10月10日－2018年4月30日  | Arirang Radio | 《MUSIC ACCESS》          | Jae          | 每週播出          |
| 2016年9月21日－11月22日        | KCON.TV       | 《SoundTrack》            | DAY6         | 隔週播出          |
| 2016年10月26日－12月27日       | VLIVE         | 《DAY6的自由電台》        | DAY6         | 每週播出          |
| 2017年6月6日－11月28日         | SBS POWER FM  | 《李國主的 YOUNG STREET》 | 晟鎮         | 每週播出          |
| 2020年5月18日－9月25日         | MBC RADIO     | 《IDOL RADIO》            | Young K      | V LIVE 周一至周日 |
| 2020年11月23日－2021年10月10日 | KBS Cool FM   | 《Kiss The Radio》        | Young K      |                   |
| 2023年6月19日－2024年6月30日   | KBS Cool FM   | 《Kiss The Radio》        | Young K      |                   |

## 活動出席
| 年份   | 活動名稱                                    | 舉行地點               | 參與成員      | 備註    |
| ------ | ------------------------------------------- | ---------------------- | ------------- | ------- |
| 2024年 | GUCCI Ancora快閃店活動                      | 首爾江南區Galleria百貨 | 全員          |         |
| 2024年 | YSL Beauty快閃店活動                        | 首爾城東區聖水洞       | 全員          | [ 100 ] |
| 2024年 | 新韓銀行SOL KBO明星賽CGV Cleaning Time Show | 仁川文鶴棒球場         | 全員          | [ 101 ] |
| 2024年 | KBO 起亞虎VSLG雙子開球                      | 首爾蠶室棒球場         | Young K、元弼 | [ 102 ] |
| 2024年 | KBO 樂天巨人VS起亞虎開球                    | 釜山社稷棒球場         | 晟鎮、度云    | [ 103 ] |
| 2024年 | The sound of PRADA Seoul                    | 首爾城東區             | 元弼          |         |
| 2025年 | KBO 起亞虎VS三星獅開球                      | 光州起亞冠軍球場       | 元弼          |         |
| 2025年 | KBO 全明星賽 特別評論員                     | 大田棒球場             | 晟鎮          |         |

## 獎項及提名列表
| 類別                          | 頒獎日期       | 獎項                                | 提名項目                    | 結果 | 參考資料 |
| ----------------------------- | -------------- | ----------------------------------- | --------------------------- | ---- | -------- |
| Gaon Chart K-POP大獎          | 2016年2月17日  | 新人賞                              | DAY6                        | 提名 | [ 104 ]  |
| 首爾音樂獎                    | 2016年1月19日  | 本賞                                | 〈Congratulations〉         | 提名 | [ 105 ]  |
| 首爾音樂獎                    | 2016年1月19日  | 新人賞                              | DAY6                        | 提名 | [ 105 ]  |
| 首爾音樂獎                    | 2016年1月19日  | 人氣賞                              | DAY6                        | 提名 | [ 105 ]  |
| Mnet亞洲音樂大獎              | 2016年12月2日  | 最佳樂團表演獎                      | DAY6                        | 提名 | [ 106 ]  |
| Mnet亞洲音樂大獎              | 2016年12月2日  | MAMA大獎年度歌曲                    | 〈Letting Go〉              | 提名 | [ 106 ]  |
| Mnet亞洲音樂大獎              | 2017年12月1日  | 最佳樂團表演獎                      | DAY6〈I Smile〉             | 提名 | [ 107 ]  |
| Mnet亞洲音樂大獎              | 2017年12月1日  | Qoo10最佳年度歌曲                   | DAY6〈I Smile〉             | 提名 | [ 107 ]  |
| 甜瓜音樂獎                    | 2017年12月2日  | 搖滾獎                              | DAY6〈You Were Beautiful〉  | 提名 | [ 108 ]  |
| MBC Plus X Genie音乐奖        | 2018年11月6日  | 年度歌曲                            | DAY6〈Shoot Me〉            | 提名 | [ 109 ]  |
| MBC Plus X Genie音乐奖        | 2018年11月6日  | 最佳樂團音樂獎                      | DAY6〈Shoot Me〉            | 獲獎 | [ 109 ]  |
| Mnet亞洲音樂大獎              | 2018年12月日   | 最佳樂團表演獎                      | DAY6〈Shoot Me〉            | 提名 |          |
| Mnet亞洲音樂大獎              | 2018年12月日   | 最佳年度歌曲                        | DAY6〈Shoot Me〉            | 提名 |          |
| M2 X Genie音樂獎              | 2019年8月1日   | 最佳樂團                            | DAY6                        | 獲獎 |          |
| M2 X Genie音樂獎              | 2019年8月1日   | 年度藝人                            | DAY6                        | 提名 |          |
| M2 X Genie音樂獎              | 2019年8月1日   | 年度最暢銷藝人                      | DAY6                        | 提名 |          |
| M2 X Genie音樂獎              | 2019年8月1日   | 年度歌曲                            | Days Gone By                | 提名 |          |
| 2020年度品牌大賞              | 2020年10月12日 | Idol Band賞                         | DAY6                        | 獲獎 |          |
| Mnet亞洲音樂大獎              | 2020年12月6日  | 最佳樂團表演獎                      | DAY6〈Zombie〉              | 獲獎 |          |
| Mnet亞洲音樂大獎              | 2020年12月6日  | 最佳年度歌曲                        | DAY6〈Zombie〉              | 提名 |          |
| Mnet亞洲音樂大獎              | 2020年12月6日  | Worldwide Fans' Choice              | DAY6                        | 提名 |          |
| 2021年度品牌大賞              | 2021年8月19日  | 樂團獎                              | DAY6                        | 獲獎 |          |
| Mnet亞洲音樂大獎              | 2021年12月11日 | 最佳樂團表演獎                      | DAY6〈You make Me〉         | 提名 |          |
| Asia Star Entertainer Awards  | 2024年4月10日  | 最佳樂隊                            | DAY6                        | 獲獎 |          |
| 2024年度品牌大賞              | 2024年9月3日   | 樂團獎                              | DAY6                        | 獲獎 |          |
| 韓國大眾文化藝術獎            | 2024年10月31日 | 文化體育觀光部長官表彰              | DAY6                        | 獲獎 |          |
| Korea Grand Music Awards      | 2024年11月17日 | 最佳歌曲                            | DAY6〈Melt Down〉           | 獲獎 |          |
| Korea Grand Music Awards      | 2024年11月17日 | 最佳樂隊                            | DAY6                        | 獲獎 |          |
| Korea Grand Music Awards      | 2024年11月17日 | Grand Performer                     | DAY6                        | 獲獎 |          |
| 甜瓜音樂獎                    | 2024年11月30日 | TOP10                               | DAY6                        | 獲獎 |          |
| 甜瓜音樂獎                    | 2024年11月30日 | Millions TOP10                      | DAY6                        | 獲獎 |          |
| 甜瓜音樂獎                    | 2024年11月30日 | 最佳男團                            | DAY6                        | 提名 |          |
| 甜瓜音樂獎                    | 2024年11月30日 | 年度藝人                            | DAY6                        | 提名 |          |
| 甜瓜音樂獎                    | 2024年11月30日 | 年度專輯                            | DAY6〈Fourever〉            | 提名 |          |
| 亞洲明星盛典                  | 2024年12月27日 | Best Artist                         | DAY6                        | 獲獎 |          |
| 亞洲明星盛典                  | 2024年12月27日 | Best Band                           | DAY6                        | 獲獎 |          |
| 亞洲明星盛典                  | 2024年12月27日 | 年度專輯                            | DAY6〈Fourever〉            | 獲獎 |          |
| 金唱片獎                      | 2025年1月4日   | 音源部門本賞                        | DAY6〈Welcome to the Show〉 | 獲獎 |          |
| 金唱片獎                      | 2025年1月4日   | 最佳樂隊                            | DAY6                        | 獲獎 |          |
| 2025 Korea First Brand Awards | 2025年1月7日   | 樂隊部門                            | DAY6                        | 獲獎 |          |
| 第32屆Hanteo Music Awards     | 2025年2月15日  | 年度藝人（本賞）                    | DAY6                        | 獲獎 |          |
| 第1屆D Awards                 | 2025年2月22日  | 最佳樂隊                            | DAY6                        | 獲獎 |          |
| 第1屆D Awards                 | 2025年2月22日  | D AWARDS DELIGHTS BLUE LABEL (本賞) | DAY6                        | 獲獎 |          |
| 2025 Best Korea Brand Awards  | 2025年2月27日  | 演唱會部門                          | DAY6                        | 獲獎 |          |

### 音樂節目獎項
| 年份   | 日期    | 電視台    | 節目名稱       | 獲獎歌曲         | 排名 |
| ------ | ------- | --------- | -------------- | ---------------- | ---- |
| 2019年 | 7月24日 | MBC Music | Show Champion  | Time of Our Life | 1位  |
| 2019年 | 7月25日 | Mnet      | M COUNTDOWN    | Time of Our Life | 1位  |
| 2024年 | 9月14日 | MBC       | Show! 音樂中心 | Melt Down        | 1位  |
| 2024年 | 9月21日 | MBC       | Show! 音樂中心 | Melt Down        | 1位  |
| 2024年 | 9月28日 | MBC       | Show! 音樂中心 | Melt Down        | 1位  |
| 2024年 | 9月29日 | SBS       | 人氣歌謠       | HAPPY            | 1位  |
| 2024年 | 10月6日 | SBS       | 人氣歌謠       | HAPPY            | 1位  |

### 韓國主要音樂節目排行榜
| 歌曲名稱                                                                             | 收錄專輯                                                 | 排行榜最高名次        | 排行榜最高名次      | 排行榜最高名次         | 排行榜最高名次   | 排行榜最高名次              | 排行榜最高名次       |
| 歌曲名稱                                                                             | 收錄專輯                                                 | Mnet 《M! Countdown》 | KBS2 《Music Bank》 | MBC 《Show! 音樂中心》 | SBS 《人氣歌謠》 | MBC Music 《Show Champion》 | SBS MTV 《THE SHOW》 |
| 2015年                                                                               | 2015年                                                   | 2015年                | 2015年              | 2015年                 | 2015年           | 2015年                      | 2015年               |
| ------------------------------------------------------------------------------------ | -------------------------------------------------------- | --------------------- | ------------------- | ---------------------- | ---------------- | --------------------------- | -------------------- |
| Congratulations                                                                      | The Day                                                  | 未出演不排名          | 28                  | 31                     | 12               | 未出演不排名                | 未出演不排名         |
| 2016年                                                                               |                                                          |                       |                     |                        |                  |                             |                      |
| Letting Go（놓아 놓아 놓아）                                                         | DAYDREAM                                                 | 9                     | 47                  | 未出演不排名           | 未出演不排名     | 未出演不排名                | 未出演不排名         |
| 2017年                                                                               |                                                          |                       |                     |                        |                  |                             |                      |
| I Wait（아 왜）                                                                      | Sunrise                                                  | 未出演不排名          | 未出演不排名        | 未出演不排名           | 未出演不排名     | 未出演不排名                | 未出演不排名         |
| You Were Beautiful（예뻤어）                                                         | Sunrise                                                  | 未出演不排名          | 11                  | 未出演不排名           | 未出演不排名     | 未出演不排名                | 未出演不排名         |
| How Can I Say（어떻게 말해）                                                         | Sunrise                                                  | 9                     | 未出演不排名        | 未出演不排名           | 未出演不排名     | 未出演不排名                | 未出演不排名         |
| I'm Serious（장난 아닌데）                                                           | Sunrise                                                  | 9                     | 未出演不排名        | 未出演不排名           | 未出演不排名     | 未出演不排名                | 未出演不排名         |
| Dance Dance                                                                          | Sunrise                                                  | 未出演不排名          | 未出演不排名        | 未出演不排名           | 未出演不排名     | 未出演不排名                | 未出演不排名         |
| I Smile（반드시 웃는다）                                                             | Sunrise                                                  | 6                     | 37                  | 15                     | 未出演不排名     | 18                          | 未出演不排名         |
| Hi Hello                                                                             | Moonrise                                                 | 未出演不排名          | 未出演不排名        | 未出演不排名           | 未出演不排名     | 未出演不排名                | 未出演不排名         |
| What Can I Do（좋은걸 뭐 어떻게）                                                    | Moonrise                                                 | 未出演不排名          | 未出演不排名        | 31                     | 未出演不排名     | 未出演不排名                | 未出演不排名         |
| I Loved You                                                                          | Moonrise                                                 | 未出演不排名          | 未出演不排名        | 未出演不排名           | 未出演不排名     | 未出演不排名                | 未出演不排名         |
| When You Love Someone（그렇더라고요）                                                | Moonrise                                                 | 未出演不排名          | 未出演不排名        | 未出演不排名           | 未出演不排名     | 未出演不排名                | 未出演不排名         |
| All Alone（혼자야）                                                                  | Moonrise                                                 | 未出演不排名          | 未出演不排名        | 未出演不排名           | 未出演不排名     | 未出演不排名                | 未出演不排名         |
| I Like You（좋아합니다）                                                             | Moonrise                                                 | 未出演不排名          | 28                  | 11                     | 未出演不排名     | 未出演不排名                | 未出演不排名         |
| 2018年                                                                               |                                                          |                       |                     |                        |                  |                             |                      |
| Shoot Me                                                                             | Shoot Me : Youth Part 1                                  | 6                     | 29                  | 14                     | 29               | 10                          | 未出演不排名         |
| Days Gone By（행복했던 날들이었다）                                                  | Remember Us : Youth Part 2                               | 未出演不排名          | 32                  | 22                     | 未出演不排名     | 未出演不排名                | 未出演不排名         |
| 2019年                                                                               |                                                          |                       |                     |                        |                  |                             |                      |
| Time of Our Life（한 페이지가 될 수 있게）                                           | The Book of Us : Gravity                                 | 1                     | 12                  | 7                      | 3                | 1                           | 未出演不排名         |
| Sweet Chaos                                                                          | The Book Of Us : Entropy                                 | 4                     | 24                  | 18                     | 21               | 3                           | 未出演不排名         |
| 2020年                                                                               |                                                          |                       |                     |                        |                  |                             |                      |
| Zombie                                                                               | The Book of Us : The Demon                               | 未出演不排名          | 5                   | 4                      | 5                | 2                           | 未出演不排名         |
| Love me or Leave me                                                                  | The Book of Us : The Demon                               | 未出演不排名          | 34                  | 未出演不排名           | 未出演不排名     | 未出演不排名                | 未出演不排名         |
| Where The Sea Sleeps                                                                 | The Book of Us : Gluon - Nothing can tear us apart       | 2                     | 11                  | 14                     | 15               | 2                           | 未出演不排名         |
| 2021年                                                                               |                                                          |                       |                     |                        |                  |                             |                      |
| You make Me                                                                          | The Book of Us : Negentropy - Chaos swallowed up in love | 未出演不排名          | 10                  | 6                      | 8                | 10                          | 未出演不排名         |
| Right Through Me（뚫고 지나가요）                                                    | Right Through Me                                         | 7                     | 24                  | 16                     | 25               | 4                           | 未出演不排名         |
| 2024年                                                                               |                                                          |                       |                     |                        |                  |                             |                      |
| Welcome to the Show                                                                  | Fourever                                                 | 3                     | 3                   | 4                      | 2                | 3                           | 未出演不排名         |
| Happy                                                                                | Fourever                                                 | -                     | 4                   | -                      | (1)              | -                           | 未出演不排名         |
| Melt Down（녹아내려요）                                                              | Band Aid                                                 | 2                     | 2                   | [1]                    | 2                | 2                           | 未出演不排名         |
| 2025年                                                                               |                                                          |                       |                     |                        |                  |                             |                      |
|                                                                                      | The DECADE                                               |                       |                     |                        |                  |                             | 未出演不排名         |
| 「/」表示未有相關資料；「(1)」表示兩星期冠軍；「[1]」表示三星期冠軍；「*」表示打榜中 |                                                          |                       |                     |                        |                  |                             |                      |

## 腳註
1. ↑  亦擔任配唱製作人，於專輯歌詞頁上有「Vocal Producer by Young K」之說明。
2. 1 2  於演唱會“D-day”中首次演出。
3. 1 2  以DAY6 (Even of Day)名義發行。

## 引用資料
1. ↑  . MelOn.   [2017-08-03]. （原始内容存档于2019-09-24） （韩语）.
2. ↑  . ORICON NEWS.   [2018-01-26]. （原始内容存档于2018-01-26） （日语）.
3. ↑  . 헤럴드POP. 2022-09-26  [2022-09-26]. （原始内容存档于2022-09-29） （韩语）.
4. ↑  . 韓星網. 2015-10-20  [2015-10-22]. （原始内容存档于2015-10-21） （中文）.
5. ↑  . facebook (JYP). 2017-06-07  [2017-06-07]. （原始内容存档于2019-02-15）.
6. 1 2  J. K. . Soompi. 2017-06-07  [2017-08-08]. （原始内容存档于2017-07-20） （英语）.
7. ↑  . DAY6官方網站. 2015-09-07  [2016-11-02]. （原始内容存档于2017-01-11） （中文）.
8. ↑  . DAY6官方網站. 2016-06-15  [2016-06-14]. （原始内容存档于2016-06-02） （韩语）.
9. ↑  . 朝鮮日報. 2020-08-18  [2020-08-17] （韩语）.
10. ↑  . day6japan.   [2018-01-26]. （原始内容存档于2018-01-26） （日语）.
11. ↑  . aicc.aient. 2018-05-11  [2018-10-19]. （原始内容存档于2018-11-18） （日语）.
12. ↑  . Kpopn. 2012-05-22  [2015-09-07]. （原始内容存档于2015-09-15） （中文（臺灣））.
13. ↑  . Star news. 2013-12-19  [2017-07-15]. （原始内容存档于2016-07-24） （韩语）.
14. ↑  宮崎敬太. . 音楽ナタリー.   [2018-04-11]. （原始内容存档于2018-04-11） （日语）.
15. ↑  . 2015-07-31  [2017-07-15]. （原始内容存档于2016-07-24） （韩语）.
16. ↑  . ETtoday. 2015-10-18  [2015-10-18]. （原始内容存档于2015-10-18） （中文（臺灣））.
17. ↑  . 韓星網. 2015-10-26  [2015-10-27]. （原始内容存档于2015-10-27） （中文（臺灣））.
18. ↑  . 自由時報電子報. 2016-02-28  [2016-04-19]. （原始内容存档于2016-04-27） （中文（臺灣））.
19. ↑  . dcinside.   [2016-04-19]. （原始内容存档于2017-01-11） （韩语）.
20. ↑  . kmib. 2016-02-29  [2016-04-19]. （原始内容存档于2016-05-08） （韩语）.
21. ↑  . 自由時報電子報. 2016-02-28  [2016-03-01]. （原始内容存档于2016-03-02） （中文（臺灣））.
22. ↑  . 韓星網. 2016-02-28  [2016-02-28]. （原始内容存档于2016-03-04） （中文（臺灣））.
23. ↑  . DAY6官方臉書. 2016-02-29  [2016-03-01]. （原始内容存档于2019-02-15） （英语）.
24. ↑  . 雅虎香港. 2016-03-22  [2016-03-22]. （原始内容存档于2017-01-11） （中文）.
25. ↑  . HiNet新聞. 2016-03-29  [2016-03-29]. （原始内容存档于2016-03-29） （中文）.
26. ↑  . kpopn. 2016-04-14  [2016-04-19]. （原始内容存档于2016-04-19） （中文）.
27. ↑  . 告示牌. 2016-12-22  [2016-12-28]. （原始内容存档于2016-12-24） （英语）.
28. ↑  . 今日新聞. 2016-12-29  [2017-01-05]. （原始内容存档于2017-01-06）.
29. ↑  . genie. genie.   [2017-02-05]. （原始内容存档于2017-02-06） （韩语）.
30. ↑  . allkpop. 2017-03-06  [2017-03-06]. （原始内容存档于2017-03-06） （英语）.
31. ↑  . iTunes. 2017-03-06  [2017-03-06]. （原始内容存档于2017-03-06） （英语）.
32. ↑  . KSD 韓星網. 2017-03-08  [2017-03-12]. （原始内容存档于2017-03-11）.
33. ↑  . naver. 2017-04-07  [2017-04-30]. （原始内容存档于2018-03-02） （韩语）.
34. ↑  . naver. 2017-05-08  [2017-05-20]. （原始内容存档于2019-02-15） （韩语）.
35. ↑  . Daily Korea. 2017-05-30  [2017-05-30]. （原始内容存档于2017-08-08） （韩语）.
36. ↑  . fans.jype. 2017-06-01  [2017-06-07]. （原始内容存档于2017-08-08） （韩语）.
37. ↑  . jtbc News. 2017-07-06  [2017-07-12]. （原始内容存档于2017-08-08） （韩语）.
38. ↑  . 韓星網. 2017-07-06  [2017-07-12]. （原始内容存档于2017-07-13）.
39. ↑  . jtbc News. 2017-08-07  [2017-08-08]. （原始内容存档于2019-02-15） （韩语）.
40. ↑  施乃琪. . 韓星網. 2017-08-06  [2017-08-08]. （原始内容存档于2017-08-08）.
41. ↑  . sports chosun. 2017-08-09  [2017-08-11]. （原始内容存档于2017-08-11） （韩语）.
42. ↑  최정민. . 텐아시아. 2017-09-01  [2017-09-02]. （原始内容存档于2017-09-02） （韩语）.
43. ↑  정지원. . Korea Daily. 2017-08-31  [2017-09-02]. （原始内容存档于2017-09-02） （韩语）.
44. ↑  . MelOn.   [2017-11-26]. （原始内容存档于2017-12-01） （韩语）.
45. ↑  施乃琪. . KSD 韓星網. 2018-01-02  [2018-01-21]. （原始内容存档于2018-01-21）.
46. ↑  . 2018-04-06  [2018-09-24]. （原始内容存档于2018-09-24） （韩语）.
47. ↑  . Naver News. 2018-06-26  [2018-09-24]. （原始内容存档于2018-09-24） （韩语）.
48. ↑  . Naver News. 2018-06-26  [2018-09-24]. （原始内容存档于2018-09-24） （韩语）.
49. ↑  . Gaon Chart.   [2018-09-24]. （原始内容存档于2018-07-12） （韩语）.
50. ↑  . Billboard. en  [2018-09-24]. （原始内容存档于2018-07-16）.
51. ↑  . gaon chart.   [2018-09-24]. （原始内容存档于2016-07-11） （韩语）. 62,698
52. ↑  施乃琪. . KSD 韓星網. 2018-09-22  [2018-09-24]. （原始内容存档于2018-09-24）.
53. ↑  施乃琪. . KSD 韓星網.   [2018-06-06]. （原始内容存档于2018-07-04）.
54. ↑  施乃琪. . KSD 韓星網. 2018-05-13  [2018-09-24]. （原始内容存档于2018-09-24）.
55. ↑  . Naver News. 2018-05-11  [2018-09-24]. （原始内容存档于2018-09-24） （韩语）.
56. ↑  . Naver.   [2019-07-01]. （原始内容存档于2019-07-17） （韩语）.
57. ↑  . 韓星網.   [2019-07-16]. （原始内容存档于2019-07-16） （中文）.
58. ↑  . Naver.   [2019-10-09]. （原始内容存档于2019-11-03） （韩语）.
59. ↑  . Koreaboo. 2020-01-13  [2020-01-31]. （原始内容存档于2020-01-31） （美国英语）.
60. ↑  . Soompi. 1578938528  [2020-01-31]. （原始内容存档于2020-01-31） （英语）.
61. ↑  . n.news.naver.com.   [2020-01-31]. （原始内容存档于2020-01-31） （韩语）.
62. ↑  . fans.jype.com. 2019-05-10. （原始内容存档于2022-04-26） （韩语）.
63. ↑  ETtoday新聞雲. . star.ettoday.net. 2019-05-10  [2020-05-11]. （原始内容存档于2020-05-15） （中文（繁體））.
64. ↑  Swimming. . kpopn韓娛最前線. 2020-05-11. （原始内容存档于2022-04-26） （中文（臺灣））.
65. ↑  . Naver.   [2020-04-27]. （原始内容存档于2022-03-08） （韩语）.
66. ↑  . Soompi. 2019-05-12. （原始内容存档于2020-05-26） （英语）.
67. ↑  . www.newsen.com.   [2021-07-21]. （原始内容存档于2022-04-26）.
68. ↑  Lee, Seung-hoon. . OSEN. 2022-01-01  [2022-01-01]. （原始内容存档于2022-03-06） （韩语）.
69. ↑  . 大紀元. 2021-12-29  [2021-12-29]. （原始内容存档于2022-04-26） （英语）.
70. ↑  . 大紀元. 2022-01-24  [2022-01-24]. （原始内容存档于2022-04-26） （中文）.
71. ↑  . 大紀元. 2022-02-24  [2022-02-24]. （原始内容存档于2022-04-26） （中文）.
72. ↑  . 大紀元. 2022-09-06  [2022-09-07]. （原始内容存档于2022-09-07） （中文）.
73. ↑  . Newsen. 2022-09-07  [2022-09-07]. （原始内容存档于2022-09-07） （韩语）.
74. ↑  김현정. . gukjenews. 2023-04-11  [2023-11-27]. （原始内容存档于2023-11-28） （韩语）.
75. ↑  정재우. . 세계일보 & Segye.com. 2023-07-16  [2023-11-27]. （原始内容存档于2023-11-28） （韩语）.
76. ↑  . 뉴스1. 2023-10-31  [2023-11-01]. （原始内容存档于2023-11-01） （韩语）.
77. ↑  . X (formerly Twitter). 2023-11-28  [2023-11-28] （英语）.
78. ↑  안태현. [hhttps://www.news1.kr/entertain/music/5342405 ]. 뉴스1. 2024-03-07  [2024-09-05] （韩语）.
79. ↑  정지원. . 조이뉴스24. 2024-03-05  [2024-09-05]. （原始内容存档于2024-11-30） （韩语）.
80. ↑  윤기백. . 이데일리. 2024-08-12  [2024-09-05] （韩语）.
81. ↑  김채연. . OSEN. 2024-08-10  [2024-09-05] （韩语）.
82. ↑  이미영. . newsculture. 2024-08-21  [2024-09-05]. （原始内容存档于2024-11-30） （韩语）.
83. ↑  지민경. . OSEN.   [2025-08-04] （韩语）.
84. ↑  day6official. .   [2025-08-04] （英语）. 已忽略文本“X (formerly Twitter)” (帮助)
85. ↑  백아영. . MBC연예.   [2025-08-04] （韩语）.
86. ↑  한해선. . 스타뉴스.   [2025-08-04] （韩语）.
87. ↑  day6official. .   [2025-08-04] （英语）. 已忽略文本“X (formerly Twitter)” (帮助)
88. ↑  이민지. . 뉴스엔.   [2025-08-04] （韩语）.
89. 1 2  .   [2016-03-22]. （原始内容存档于2019-09-24） （韩语）.
90. 1 2  .   [2016-03-22]. （原始内容存档于2019-09-24） （韩语）.
91. 1 2  .   [2016-03-22]. （原始内容存档于2019-09-24） （韩语）.
92. 1 2  .   [2016-03-22]. （原始内容存档于2019-09-24） （韩语）.
93. ↑  . genie.   [2015-05-19]. （原始内容存档于2018-07-05）.
94. ↑  . Mnet.   [2017-04-30]. （原始内容存档于2017-12-22）.
95. ↑  . Mnet.   [2017-04-30]. （原始内容存档于2017-08-08）.
96. ↑  . genie.   [2017-12-20]. （原始内容存档于2016-09-19）.
97. ↑  . kpopn. 2016-11-16  [2016-11-16]. （原始内容存档于2016-11-16）.
98. ↑  . NOWnews. 2017-04-26  [2017-04-30]. （原始内容存档于2017-04-26）.
99. ↑  .   [2019-07-23]. （原始内容存档于2019-07-23）.
100. ↑  . 톱스타뉴스.   [2024-04-24]. （原始内容存档于2024-11-30）.
101. ↑  . KBO.   [2024-07-04].
102. ↑  . 연합뉴스.   [2024-08-18].
103. ↑  . 스포티비뉴스.   [2024-09-28]. （原始内容存档于2024-11-30）.
104. ↑  . gaon chart.   [2017-01-02]. （原始内容存档于2017-01-02） （韩语）.
105. ↑  .   [2017-05-20]. （原始内容存档于2015-12-08） （英语）.
106. ↑  . 韓星網. 2016-10-29  [2016-10-29]. （原始内容存档于2016-10-29）.
107. ↑  . mwave. cj e&m.   [2017-11-26]. （原始内容存档于2017-10-23） （英语）.
108. ↑  . Melon.   [2017-11-26]. （原始内容存档于2017-11-26） （韩语）.
109. ↑  CHI. . kpopn. 2018-10-01  [2018-10-13]. （原始内容存档于2018-10-13）.
110. ↑  . 2015-09-21  [2023-12-14] （韩语）.
111. ↑  . 2015-09-27  [2023-12-15]. （原始内容存档于2023-10-17） （韩语）.
112. ↑  .   [2017-03-26]. （原始内容存档于2017-03-26） （韩语）. #9
113. ↑  . 2016-04-11  [2023-12-14] （韩语）.
114. ↑  .   [2017-03-26]. （原始内容存档于2017-03-24） （韩语）. #9
115. ↑  .   [2017-05-20]. （原始内容存档于2017-05-13） （韩语）. #9
116. ↑  .   [2017-06-17]. （原始内容存档于2017-06-17） （韩语）. #6
117. ↑  . 2017-06-19  [2023-12-14] （韩语）.
118. ↑  . 2017-06-19  [2023-12-14] （韩语）.
119. ↑  .   [2017-06-22]. （原始内容存档于2017-06-04） （韩语）.
120. ↑  . 2017-08-21  [2023-12-14] （韩语）.
121. ↑  . 2017-12-18  [2023-12-14] （韩语）.
122. ↑  . 2017-12-18  [2023-12-14] （韩语）.
123. ↑  . 2018-07-23  [2023-12-14] （韩语）.
124. ↑  . 2018-07-09  [2023-12-14] （韩语）.
125. ↑  . 2018-07-11  [2023-12-15] （韩语）.
126. ↑  . 2018-07-20  [2023-12-15] （韩语）.
127. ↑  . 2018-12-21  [2023-12-14]. （原始内容存档于2023-02-23） （韩语）.
128. ↑  . 2018-12-24  [2023-12-14] （韩语）.
129. ↑  . 2019-07-25  [2023-12-14] （韩语）.
130. ↑  . 2019-07-30  [2023-12-14] （韩语）.
131. ↑  . 2024-09-08  [2024-09-10]. （原始内容存档于2024-09-10） （韩语）.
132. ↑  . 2019-08-05  [2023-12-15] （韩语）.
133. ↑  . 2019-11-05  [2023-12-14] （韩语）.
134. ↑  . 2019-11-04  [2023-12-14] （韩语）.
135. ↑  . 2019-11-06  [2023-12-15] （韩语）.
136. ↑  . 2019-11-01  [2023-12-15] （韩语）.
137. 1 2  . 2020-06-09  [2023-12-14] （韩语）.
138. ↑  . 2020-05-25  [2023-12-15] （韩语）.
139. ↑  . 2020-05-27  [2023-12-15] （韩语）.
140. ↑  . 2020-09-10  [2023-12-14]. （原始内容存档于2020-12-28） （韩语）.
141. ↑  . 2020-09-15  [2023-12-14] （韩语）.
142. ↑  . 2020-09-14  [2023-12-15] （韩语）.
143. ↑  . 2020-09-16  [2023-12-15] （韩语）.
144. ↑  . 2020-09-11  [2023-12-15] （韩语）.
145. ↑  . 2021-05-11  [2023-12-14]. （原始内容存档于2023-12-14） （韩语）.
146. ↑  . 2021-05-04  [2023-12-15] （韩语）.
147. ↑  . 2021-05-05  [2023-12-15] （韩语）.
148. ↑  . 2021-05-06  [2023-12-15] （韩语）.
149. ↑  . 2021-07-16  [2023-12-14] （韩语）.
150. ↑  . 2021-07-19  [2023-12-15] （韩语）.
151. ↑  . 2021-07-21  [2023-12-15] （韩语）.
152. ↑  . 2021-07-14  [2023-12-15] （韩语）.
153. ↑  . 2024-03-31  [2024-04-29]. （原始内容存档于2024-04-05） （韩语）.
154. ↑  . 2024-04-02  [2024-04-29] （韩语）.
155. ↑  . 2024-04-03  [2024-04-29] （韩语）.

## 外部連結
| 官方經營的網站 - 韓國官方網站（） - 官方粉絲俱樂部 Fan's（页面存档备份，存于） （）（英文） - DAY6的Facebook專頁（）（英文） - DAY6的X（前Twitter）（）（英文） - DAY6日本活動的X（前Twitter）（日語）（英文） - DAY6的Instagram帳戶（）（英文） - DAY6的新浪微博（简体中文） - YouTube上的DAY6頻道（） - YouTube上的DAY6日本活動頻道（日語） | 成員個人Instagram - 晟鎮的Instagram帳戶 - YoungK的Instagram帳戶 - 元弼的Instagram帳戶 - 度的Instagram帳戶 成員個人Twitter - 晟鎮的X（前Twitter） - 晟鎮BOBSUNGJIN的X（前Twitter） - 度的X（前Twitter） 成員個人YouTube - YouTube上的晟鎮頻道 - YouTube上的YoungK頻道 - YouTube上的度頻道 |